# Saint-Jans-Cappel
Saint-Jans-Cappel är en kommun i departementet Nord i regionen Hauts-de-France i norra Frankrike. Kommunen ligger i kantonen Bailleul-Nord-Est som tillhör arrondissementet Dunkerque. År 2022 hade Saint-Jans-Cappel 1 609 invånare.

## Befolkningsutveckling
Antalet invånare i kommunen Saint-Jans-Cappel
| Referens: INSEE |